# Råglas
Råglas är ett glasmaterial med ojämnheter i ytan. Det används därför ofta som insynsskydd. Det finns en mängd olika mönsterade råglas. Vanligast är cotswold som påminner om rinnande vatten. Fönster till bland annat toaletter är ofta försedda med sådant glas.